# Dynggrynnan
Dynggrynnan är en ö i Finland. Den ligger i Norra kvarken och i kommunen Korsholm i den ekonomiska regionen  Vasa i landskapet Österbotten, i den västra delen av landet. Ön ligger omkring 49 kilometer väster om Vasa och omkring 410 kilometer nordväst om Helsingfors.
Öns area är 1,6 hektar och dess största längd är 280 meter i sydöst-nordvästlig riktning.